# Прощение

Рембрандт, «Возвращение блудного сына»

Проще́ние — отказ от личной обиды, недобрых чувств к виновному, а также отказ от мести или требований расплаты и компенсации за понесённые убытки и страдания; прощения долга или обязательств: прощение денежного долга, нарушенного обещания что-то сделать и так далее.
Извине́ние — отпущение вины, освобождение от заслуженного наказания (помилование, амнистия).

## Свойства прощения
Прощение не равно оправданию и извинению. Оправдание (извинение: снятие вины) происходит при открытии извиняющих обстоятельств, которые объясняют неблаговидные действия человека благовидными причинами (например, человек виновен в некотором поступке, но он совершил его по незнанию или даже из добрых побуждений). Оправдание предполагает, что прощать нечего: если проступок простителен, то он не заслуживает мести, а совершивший его — недобрых чувств. Прощение же всегда предполагает конкретную вину или конкретное нарушение обязательств.
Прощение можно заслужить раскаянием, частичной или полной компенсацией нанесённого вреда, а также обращением к общим ценностям: например, сын ждёт от отца прощения за дурное поведение на том основании, что он его сын и что отец его любит.
Простить можно как поступок, нарушающий нормы морали (чаще всего об этом и идёт речь), так и нечто иное — слабость, неудачу и т. п. В свою очередь, сам акт прощения не обязательно является морально одобряемым: прощение может нарушать нормы морали, профессиональной этики и т. п. Например, преподаватель может простить неточный ответ студента, из-за волнения не смогшего сдать экзамен, и поставить ему более высокую оценку, чем он заслужил своим ответом.
Кроме того, склонность слишком легко прощать может быть признаком отсутствия у человека самоуважения, его душевной слабости и трусости.

## Примеры прощения
Согласно свидетельствам древних, один из древнегреческих Семи мудрецов, Питтак, когда к нему привели убийцу его сына, отпустил его со словами «Лучше простить, чем раскаяться». По версии Гераклита, это Алкея он отпустил со словами: «Лучше простить, чем мстить».
«Ведь делать ошибки — неизбежно, но не легко заслужить прощение у людей», — отмечал Демокрит.
В Библии в Новом Завете — в Евангелии см. Молитву Господнюю (Отче наш), а также в Послании к Ефесянам: «Будьте друг ко другу добры, сострадательны, прощайте друг друга, как и Бог во Христе простил вас» (Еф. 4:32).
Прощение долга в современном ГК РФ является одним из способов прекращения обязательств.

## Причины прощения
Наиболее распространённая цель прощения — это нежелание продолжать конфликт с обидчиком и желание восстановить хорошие отношения с ним. Это может быть связано со многими причинами, начиная от слишком больших издержек конфликта и кончая личными симпатиями к обидчику (так влюблённый прощает любимому недостойное поведение).
Прощение может иметь также и демонстративную функцию. Например, государство, прощая преступника (например, объявляя амнистию), демонстрирует свою приверженность гуманизму.

## Прощение в психологии
Со времен знаменитых проповедей об обиде и прощении епископа Батлера, многие философы рассматривают прощение как процесс преодоления обиды, сугубо личностной формы гнева, возникающей в результате полученного вреда или недолжного обращения. Епископ Батлер различает собственно гнев — почти инстинктивную реакцию — и обиду, как результат обдумывания и размышления над ситуацией, «стабильный и обдуманный гнев». Соответственно, прощение отличается от других форм отказа от мщения или негативных чувств. Например, забвение (человек забыл нанесённую ему обиду) не является прощением.
Прощение в психотерапевтическом смысле — это не оправдание обидчика, а «способность отпустить навязчивые размышления об хищническом поведении обидчика, а также желания какой-либо формы возмездия». Оно совершается скорее ради защиты собственной психики от разрушительных эмоций, чем по моральным или иным причинам.

## Прощение в различных философских системах и духовных традициях
Аристотель считал, что склонность прощать — порок, такой же, как и излишняя гневливость и мстительность. «Те, у кого не вызывает гнева то, что следует, считаются глупцами».
Махатма Ганди говорил: «Прощать более мужественно, чем наказывать. Слабый не может прощать. Прощение есть свойство сильного».